# حاجی‌آباد (بخش مرکزی جهرم)
حاجی‌آباد نام روستایی از توابع بخش مرکزی شهرستان جهرم در استان فارس است.